# Thiergarten (Altenthann)
Thiergarten ist ein Ortsteil der Gemeinde Altenthann im Oberpfälzer Landkreis Regensburg (Bayern).

## Geografische Lage
Der Weiler Thiergarten liegt in der Region Regensburg, an der Staatsstraße 2145 und etwa vier Kilometer südwestlich von Altenthann.

## Geschichte
1600 wird Thiergarten als „neu erpauter Hof zu Thürgarten“ in der Hofmark Lichtenwald erstmals schriftlich erwähnt. 1694 werden in Thiergarten zwei Höfe aufgeführt, zur Mitte des 18. Jahrhunderts drei Höfe.
Zum Stichtag 23. März 1913 (Osterfest) gehörte Thiergarten zur Pfarrei Altenthann und hatte zwei Häuser und 16 Einwohner. Außerdem gab es ein Schloss Thiergarten mit 5 Einwohnern.
Am 31. Dezember 1990 hatte Thiergarten 14 Einwohner und gehörte zur Pfarrei Altenthann.

## Fürstlicher Thiergarten von Thurn und Taxis
Etwa drei Kilometer südlich der Ortschaft Thiergarten liegt der komplett eingezäunte 2800 Hektar große Fürstliche Thiergarten zwischen Hammermühle, Altenthann, Donaustauf und Brennberg, ein Naherholungsgebiet, mit wild lebenden Hirschen, Wildschweinen, Luchsen, Bibern, Fischottern, Schwarzstörchen und anderen Tieren. Er wurde 1813 als Jagdwald der Fürsten zu Thurn und Taxis angelegt.
Dort brach am 1. Oktober 1988, beim Jagdschloss Aschenbrennermarter, der bayerische Ministerpräsident Franz Josef Strauß zusammen und starb wenige Tage später, am 3. Oktober 1988, im Regensburger Krankenhaus der Barmherzigen Brüder.